# Beornus
|  | Dieser Artikel wurde aufgrund von formalen oder inhaltlichen Mängeln in der Qualitätssicherung Biologie im Abschnitt „Paläontologie“ zur Verbesserung eingetragen. Dies geschieht, um die Qualität der Biologie-Artikel auf ein akzeptables Niveau zu bringen. Bitte hilf mit, diesen Artikel zu verbessern! Artikel, die nicht signifikant verbessert werden, können gegebenenfalls gelöscht werden. Lies dazu auch die näheren Informationen in den Mindestanforderungen an Biologie-Artikel. Begründung: Inhaltlich fehlerhaft (siehe Diskussionsseite) |

Beornus ist eine ausgestorbene Gattung der Säugetiere, die während des frühen Paläozäns auf dem Gebiet des heutigen US-Bundesstaates Wyoming vorkam. Die Gattung wurde im Jahr 2021 von Atteberry und Eberle erstbeschrieben. Die einzige Art der monotypischen Gattung ist Beornus honeyi.

## Entdeckungsgeschichte
Die Gattung Beornus wurde auf der Basis von Fossilien erstbeschrieben, welche aus dem China-Butte Member, einem Schichtglied der Fort Union Formation, stammen, bei ihnen handelt es sich somit um das Typusexemplar der Gattung Beornus.

## Merkmale
Beornus war ein großes Tier und lässt sich darüber hinaus auch dadurch von anderen Gattungen abgrenzen, dass es überhöhte Mahlzähne (Molare) und Prämolare sowie ein kleines Parakonid (der vordere der drei Höcker auf einem primitiven oberen Mahlzahn) auf den oberen Mahlzähnen besaß.

## Systematik
Beornus  wurde  bei der Erstbeschreibung der Familie Peryptichidae zugeordnet, einer zu den Stammhuftieren gehörenden Säugetierfamilie, welche zu den ersten Säugetieren gehörte, die nach der Kreide-Paläogen-Grenze erschienen. Darüber hinaus vermuteten Atteberry und Eberle, dass Beornus honeyi innerhalb der Familie Peryptichidae gemeinsam mit Mithrandir gilianus und Hemithlaeus kowalevskianus eine Polytomie bildete.

## Belege
1. 1 2 3 4 5  Madelaine R. Atteberry, Jaelyn J. Eberle: New earliest Paleocene (Puercan) periptychid ‘condylarths’ from the Great Divide Basin, Wyoming, USA. In: Journal of Systematic Palaeontology. Band 19, Nr. 8, 18. April 2021, ISSN 1477-2019, S. 565–593, doi:10.1080/14772019.2021.1924301 (tandfonline.com [abgerufen am 22. Dezember 2023]).
2. ↑  Sarah Laura Shelley: Rise of placental mammals: the anatomy, palaeobiology and phylogeny of Periptychus and the Periptychidae. 11. April 2018 (ed.ac.uk [abgerufen am 22. Dezember 2023]).